# 恩斯特·莫里茨·阿恩特
恩斯特·莫里茨·阿恩特（德語：Ernst Moritz Arndt，1769年12月26日—1860年1月29日）是一位德国民族主义和反犹主义作家及诗人。早年曾經为到废除农奴制而斗争，后因反对拿破仑对德国的主导及反法观点而离开德国前往瑞典。他是德国民族主义及德国统一运动的主要奠基人之一。